# Капикуле
Капикуле (тур. Kapıkule) — назва прикордонного міста в Туреччині в провінції Едірне на кордоні з Болгарією. З болгарської сторони кордону знаходиться місто Капітан Андреево. Ці два міста формують другу в світі за навантаженістю прикордонну заставу, і є найбільш завантаженою прикордонною заставою в Європі.
Капикуле розташовано на державній автомагістралі D.100 та європейській трасі E80, тому місто також є важливим пунктом проїзду вантажного транспорту до країн, розташованих на схід від Туреччини. Азійська мережа швидкісних автошляхів AH1 завершується біля кордону. Інші пункти перетину кордону на заході Туреччини — Хамзабейлі (на трасі D.535) та Декеркьой (на D.555) до Болгарії та Іпсала (на трасі D.110, E84) — до Греції. Залізнична станція Капикуле, збудована у 1971 році, розташована на північ від міста, і є найбільш навантаженою прикордонною станцією в Туреччині.

## Прикордонні споруди контрольно-пропускного пункту
Близько 400 тис. автомобілів і 4 млн. осіб щороку перетинають кордон в Капикуле, що становить 35 % усіх транспортних засобів і 42 % всіх пасажирських перевезень, що проходять через сухопутні кордони Туреччини.